# Championnats de France d'athlétisme 2024
Navigation
Championnats 2023 Championnats 2025
Les Championnats de France d'athlétisme « Élite » 2024 se déroulent  du 28 au 30 juin 2024, au Stade du Lac de Maine d'Angers, qui accueille pour la sixième fois cette compétition, après 2005, 2009, 2012, 2016 et 2021.

## Programme
36 épreuves figurent au programme de cette compétition (18 masculines et 18 féminines).
| Finales | 28 juin                                                                   | 29 juin | 30 juin                                                                    |
| ------- | ------------------------------------------------------------------------- | --- | -------------------------------------------------------------------------- |
| Hommes  | 100 m, 5 000 m, lancer du javelot, saut en hauteur                        | 200 m, 1 500 m, 3 000 m steeple, 10 000 m marche, triple saut, lancer du poids, lancer du disque, lancer du marteau | 400 m, 800 m, 110 m haies, 400 m haies, saut à la perche, saut en longueur |
| Femmes  | 5 000 m, 10 000 m marche, lancer du poids, lancer du marteau, triple saut | 100 m, 400 m, 800 m, 100 m haies, 3 000 m steeple, saut en longueur, saut à la perche, lancer du javelot            | 200 m, 1 500 m, 400 m haies, saut en hauteur, lancer du disque             |

## Résultats

### Hommes
| Épreuves                       | Or                                    | Argent                           | Bronze                              |
| ------------------------------ | ------------------------------------- | -------------------------------- | ----------------------------------- |
| 100 m (vent : + 1,4 m/s)       | Pablo Matéo 10 s 08 (PB)              | Jeff Erius 10 s 11 (PB)          | Dylan Vermont 10 s 15 (PB)          |
| 200 m (vent : + 1,1 m/s)       | Ryan Zézé 20 s 37                     | Dylan Vermont 20 s 54 (PB)       | Harold Achi-Yao 20 s 59 (PB)        |
| 400 m                          | Muhammad Abdallah Kounta 45 s 19 (PB) | Gilles Biron 45 s 60             | Fabrisio Saïdy 45 s 67              |
| 800 m                          | Gabriel Tual 1 min 43 s 99 (PB, CR)   | Benjamin Robert 1 min 44 s 99    | Corentin Le Clezio 1 min 45 s 23    |
| 1 500 m                        | Romain Mornet 3 min 43 s 76           | Maël Gouyette 3 min 43 s 86      | Azeddine Habz 3 min 43 s 99         |
| 5 000 m                        | Yann Schrub 13 min 41 s 38            | Romain Legendre 13 min 42 s 71   | Hugo Hay 13 min 45 s 37             |
| 110 m haies (vent : - 1,1 m/s) | Sasha Zhoya 13 s 32                   | Erwann Cinna 13 s 48             | Romain Lecoeur 13 s 53              |
| 400 mètres haies               | Wilfried Happio 49 s 54               | Fantin Crisci 49 s 66 (PB)       | Stéphane Yato 50 s 27               |
| 3 000 m steeple                | Nicolas-Marie Daru 8 min 24 s 37      | Louis Gilavert 8 min 24 s 39     | Alexis Miellet 8 min 24 s 91        |
| 10 000 m marche                | Gabriel Bordier 39 min 0 s 49         | Kévin Campion 39 min 31 s 58     | Lucas Dreville 40 min 25 s 30 (PB)  |
| Saut en hauteur                | Martin Lefèvre Maxime Dubiez 2,13 m   | Non décernée                     | Sébastien Micheau 2,13 m            |
| Saut à la perche               | Thibaut Collet 5,82 m                 | Anthony Ammirati 5,60 m          | Robin Emig Renaud Lavillenie 5,60 m |
| Saut en longueur               | Tom Campagne 8,05 m (- 0,4 m/s)       | Raihau Maiau 7,76 m (- 1,7 m/s)  | Jules Pommery 7,70 m (- 2,4 m/s)    |
| Triple saut                    | Melvin Raffin 16,83 m (+ 1,3 m/s)     | Enzo Hodebar 16,75 m (+ 1,1 m/s) | Thomas Gogois 16,72 m (+ 1,6 m/s)   |
| Lancer du poids                | Franck Elemba 19,79 m                 | Stephen Mailagi 19,53 m          | Frédéric Dagée 19,05 m              |
| Lancer du disque               | Lolassonn Djouhan 63,56 m (CR)        | Jordan Guehaseim 59,68 m         | Tom Reux 59,53 m                    |
| Lancer du marteau              | Yann Chaussinand 78,37 m              | Quentin Bigot 74,67 m            | Paul Creuzevault 72,31 m (PB)       |
| Lancer du javelot              | Lenny Brisseault 71,49 m              | Felise Vaha'i Sosaia 69,69 m     | Rémi Conroy 69,35 m                 |

### Femmes
| Épreuves                            | Or                                             | Argent                                    | Bronze                                    |
| ----------------------------------- | ---------------------------------------------- | ----------------------------------------- | ----------------------------------------- |
| 100 m (vent : + 1,3 m/s)            | Gémima Joseph 11 s 01 (PB)                     | Chloé Galet 11 s 14                       | Orlann Oliere 11 s 15                     |
| 200 m (vent : - 0,3 m/s)            | Gémima Joseph 22 s 62                          | Hélène Parisot 22 s 92                    | Alexe Deau 23 s 32                        |
| 400 m                               | Amandine Brossier 52 s 08                      | Alexe Deau 52 s 35 (PB)                   | Marjorie Veyssiere 53 s 01                |
| 800 m                               | Charlotte Pizzo 1 min 59 s 93 (PB)             | Anaïs Bourgoin 2 min 0 s 20               | Clara Liberman 2 min 1 s 09               |
| 1 500 m                             | Agathe Guillemot 4 min 7 s 00 (CR)             | Aurore Fleury 4 min 8 s 20                | Katia Delarche 4 min 8 s 58 (PB)          |
| 5 000 m                             | Sarah Madeleine 15 min 44 s 88                 | Aude Clavier 15 min 57 s 31               | Maelle Porcher 15 min 59 s 35             |
| 100 mètres haies (vent : + 1,6 m/s) | Pauline Lett 12 s 94 (PB)                      | Laëticia Bapté 12 s 97                    | Sacha Alessandrini 12 s 99                |
| 400 mètres haies                    | Louise Maraval 53 s 71 (PB, CR)                | Shana Grebo 53 s 78 (PB)                  | Aurélie Chaboudez 56 s 26                 |
| 3 000 m steeple                     | Alice Finot 9 min 29 s 78                      | Flavie Renouard 9 min 33 s 73             | Ophélie Serra-Boxberger 10 min 3 s 22     |
| 10 000 m marche                     | Ana Delahaie 45 min 41 s 15 (PB)               | Caroline Osmont 46 min 55 s 78 (PB)       | Elvina Carré 46 min 59 s 14 (PB)          |
| Saut en hauteur                     | Nawal Meniker 1,90 m                           | Solène Gicquel 1,90 m                     | Fatoumata Balley 1,88 m (PB)              |
| Saut à la perche                    | Marie-Julie Bonnin 4,48 m                      | Ninon Chapelle 4,41 m                     | Alix Dehaynain 4,31 m                     |
| Saut en longueur                    | Hilary Kpatcha 6,70 m (+ 0,7 m/s)              | Éloyse Lesueur-Aymonin 6,66 m (- 0,1 m/s) | Rogilia Bissemo 6,62 m (PB) (- 0,1 m/s)   |
| Triple saut                         | Anne-Suzanna Fosther-Katta 13,77 m (+ 1,7 m/s) | Rouguy Diallo 13,69 m (+ 0,7 m/s)         | Jeanine Assani-Issouf 13,59 m (- 0,1 m/s) |
| Lancer du poids                     | Amanda Ngandu-Ntumba 17,11 m (PB)              | Christine Gavarin 15,92 m                 | Naomie Wuta 15,63 m                       |
| Lancer du disque                    | Mélina Robert-Michon 60,30 m                   | Amanda Ngandu-Ntumba 59,70 m              | Yelena Mokoka 52,89 m                     |
| Lancer du marteau                   | Rose Loga 70,60 m                              | Alexandra Tavernier 69,50 m               | Xena Ngomateke 65,12 m                    |
| Lancer du javelot                   | Alizée Minard 56,95 m                          | Jöna Aigouy 56,49 m                       | Jade Maraval 54,43 m                      |

## Légende
Records et Performances
- AR : Record continental (area record)
- CR : Record des championnats (championship record)
- MR : Record du meeting (meet record)
- NR : Record national (national record)
- OR : Record olympique (olympic record)
- PR : Record paralympique (paralympic record)
- PB : Record personnel (personal best)
- SB : Meilleure performance personnelle de la saison (season's best)
- WL : Meilleure performance mondiale de l'année (world leader)
- WJR : Record du monde junior (world junior record)
- WR : Record du monde (world record)

Circonstances et Conditions
- DNF : N'a pas terminé (did not finish)
- DNS : N'a pas pris le départ (did not start)
- DQ : Disqualification (disqualification)
- NM : Aucun essai valable enregistré (No Mark)
- Q : Qualifié « directement » au prochain tour (ou à la prochaine compétition), lors d'une compétition majeure, grâce au classement ou à la réalisation des minima (automatic qualifier)
- q : Qualifié au prochain tour (ou à la prochaine compétition), lors d'une compétition majeure, grâce au repêchage ou à la réalisation de l'une des meilleures performances parmi celles des « non qualifiés directement » (grâce au meilleur temps ou à la meilleure distance par exemple) (secondary qualifier)